# Torre del Pertuso
La Torre del Pertuso era una torre costiera situata nel comune di Monte Argentario. La sua ubicazione era alla sommità dell'omonimo poggio, che costituisce l'appendice orientale del promontorio dell'Argentario, chiudendo a ovest la spiaggia del Tombolo della Feniglia e a nord l'insenatura del porto di Cala Galera.
La torre fu costruita in epoca medievale, quando l'intero territorio era controllato dagli Aldobrandeschi. Tuttavia, nelle epoche successive la struttura assunse un ruolo marginale nell'ambito del sistema difensivo costiero dell'Argentario, tanto che spesso veniva omessa da diverse mappe storiche.
Andata in rovina già nel tardo periodo rinascimentale, gli Spagnoli riutilizzarono l'area in cui sorgeva installando batterie di cannoni, in grado di colpire anche a distanza: la presenza della struttura difensiva riqualificata appare invece in numerosi documenti e mappe del periodo settecentesco.
Nei primi anni dell'Ottocento furono smantellate le batterie di cannoni, poco prima della definitiva caduta politica dello Stato dei Presidii.
Dell'originaria Torre del Pertuso non è stato possibile finora identificare, neppure a grandi linee, quello che era l'aspetto architettonico che la caratterizzava.